# Nicolas Tzanetatos

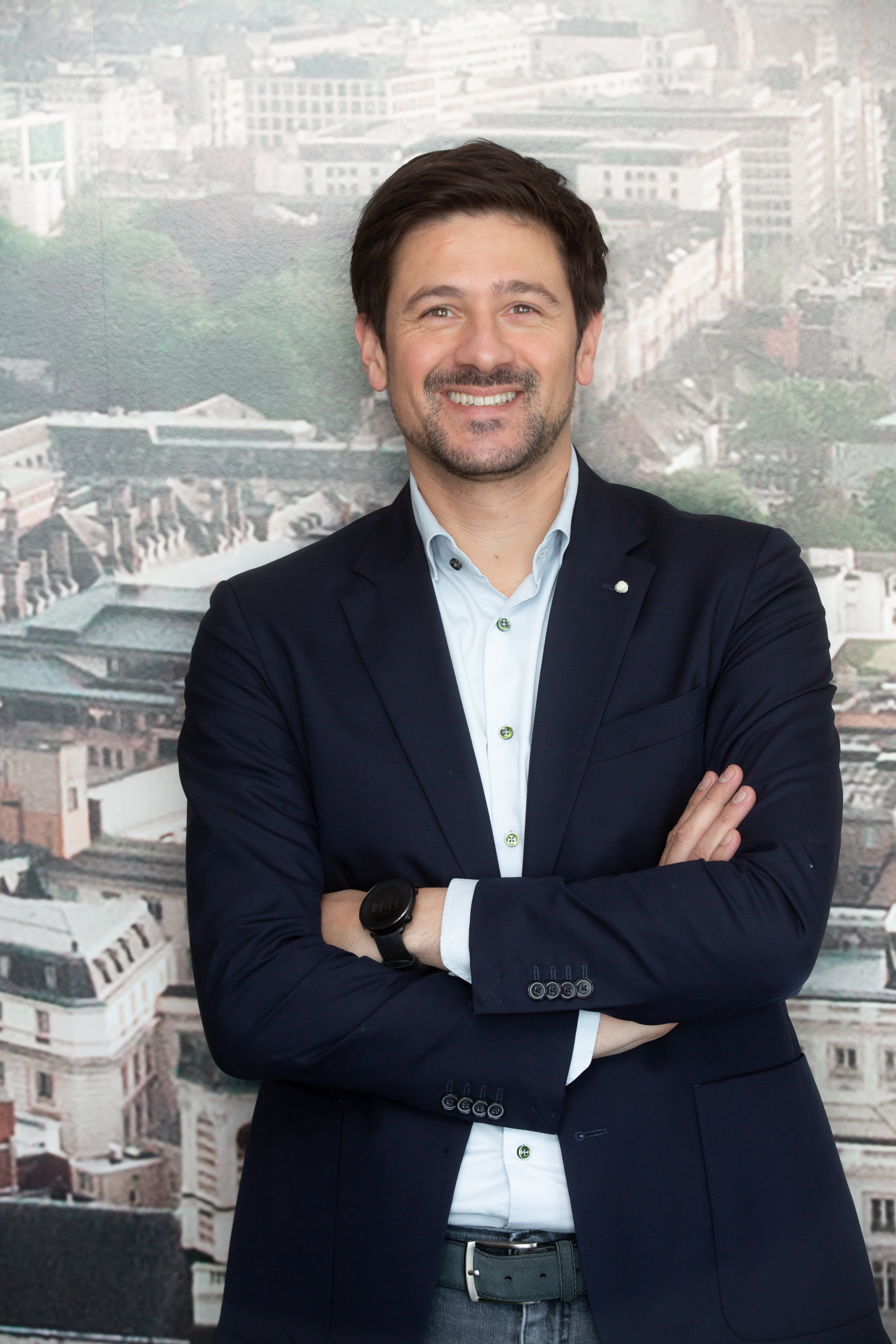
Nicolas Tzanetatos

Nicolas Tzanetatos (Charleroi, 28 juni 1981) is een Belgisch politicus voor de liberale MR.

## Levensloop
Tzanetatos studeerde in 2005 af als licentiaat in de rechten aan de Université Catholique de Louvain. Hij schreef zich als advocaat in aan de balie van Charleroi en pleitte in verschillende correctionele strafzaken. In september 2012 opende hij zijn eigen advocatenkantoor. 
Zijn vader André Tzanetatos, tavernehouder in Jumet en voorzitter van de plaatselijke handelaarsvereniging, was van 2001 tot 2012 liberaal gemeenteraadslid van Charleroi.  Nicolas Tzanetatos trad in zijn politieke voetsporen en was van 2010 tot 2011 communicatiemedewerker van toenmalig federaal staatssecretaris en minister Olivier Chastel. In oktober 2012 werd hij verkozen tot gemeenteraadslid van Charleroi. Hij nam tevens verschillende bestuursmandaten op en was van 2012 tot 2013 bestuurder bij IEH, de intercommunale voor elektriciteit in Henegouwen, van 2013 tot 2018 voorzitter van de ISPPC, de intercommunale voor volksgezondheid in de streek van Charleroi. Na de gemeenteraadsverkiezingen van oktober 2018 werd hij fractieleider voor MR in de gemeenteraad. Sinds 2018 is hij tevens bestuurslid bij IGRETEC, de intercommunale voor economische en territoriale ontwikkeling en projectadvies in de streek van Charleroi. 
Bij de Waalse verkiezingen van mei 2014 was Tzanetatos eerste opvolger in de kieskring Charleroi. In juni 2014 legde hij de eed af in het Waals Parlement en het Parlement van de Franse Gemeenschap als opvolger van Cyprien Devilers, die aan zijn parlementaire mandaten verzaakte om voorrang te geven aan zijn schepenambt in Charleroi. Tzanetatos werd een invloedrijk lid van de commissie Openbare Werken, Sociale Actie en Gezondheid, waarvan hij van 2014 tot 2015 een van de ondervoorzitters was. In september 2015 verliet hij deze commissie en vervolgens was hij van 2015 tot 2019 voorzitter van de commissie Algemene Zaken en Internationale Betrekkingen. Tezelfdertijd was hij van 2017 tot 2019 voorzitter van de subcommissie voor de controle op wapenleveringen. Ook diende hij verschillende wetsvoorstellen in, zoals voor de invoering van minimale dienstverlening bij het Waalse openbaar vervoer bij sociale conflicten, de digitalisering van dossiers omtrent stedenbouw, een verplichte opleiding tot een knelpuntberoep voor laaggekwalificeerde werkzoekenden.  
In mei 2019 werd Tzanetatos als lijsttrekker van de MR in de kieskring Charleroi-Thuin herkozen als regionaal parlementslid. In het Waals Parlement zetelde hij in de legislatuur 2019-2024 in de commissie Leefmilieu, Natuur en Dierenwelzijn en tot in juni 2022 eveneens in de commissie Algemene Zaken en Internationale Betrekkingen. Van 2020 tot 2022 was hij opnieuw voorzitter van de subcommissie voor de controle op wapenleveringen en van 2022 tot 2024 zetelde hij in de commissie voor Gelijke Kansen tussen Mannen en Vrouwen en in de commissie Comptabiliteit. In het Parlement van de Franse Gemeenschap was hij dan weer van 2019 tot 2024 voorzitter van de commissie Hoger Onderwijs, Onderwijs voor Sociale Promotie, Onderzoek, Universitaire Ziekenhuizen, Sport, Jeugd, Jeugdhulp, Justitiehuizen en de Promotie van Brussel.
Bij de Waalse verkiezingen van juni 2024 was hij eerste opvolger in de kieskring Charleroi-Thuin. In juli 2024 werd Tzanetatos opnieuw beëdigd als Waals Parlementslid en volksvertegenwoordiger van de Franse Gemeenschap ter opvolging van Adrien Dolimont, die was aangesteld tot Waals minister-president.